# Schulte Fleisch- und Wurstwaren

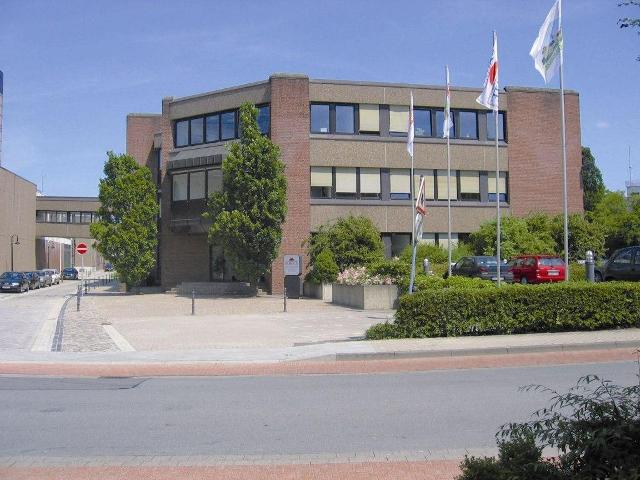
Schulte-Werk in Dissen

Die Schulte Fleisch- und Wurstwaren GmbH ist ein deutscher Fleisch- und Wurstwaren Hersteller mit Sitz in Dissen am Teutoburger Wald. Produktionsschwerpunkte sind Rohwurst, Bedienungsware, Selbstbedienungsware und Snacks auf Fleischbasis.

## Geschichte
Schlachtermeister August Schulte betrieb ca. Ende 1800 eine Fleischerei. Seine Brüder Wilhelm und Ludwig bewogen ihren Bruder dazu, sie in die Fleischerei aufzunehmen und das Geschäft im größeren Umfang zu betreiben. Am 20. Dezember 1893 gründeten die drei Brüder Schulte ihre eigene Firma und bauten ein Versandunternehmen auf. 
Das erste Schlachthaus der Schulte-Brüder in Dissen wurde 1903 erbaut. Aufgrund des Zweiten Weltkriegs wurde die Produktion zwischen 1943 und 1946 eingestellt. In dieser Zeit nutzte die Wehrmacht bis 1945 das Gelände als Sanitätsmateriallager. Nach dem Krieg übernahm 1946 Sohn Willy Schulte den Betrieb und vergrößerte ihn permanent. Die Herstellung von Fleisch- und Wurstkonserven wurde 1956 mit in das Fertigungsprogramm aufgenommen. 
Durch die Erweiterung wie z. B. den Erwerb einer zweiten Produktionsstätte in Dissen, stiegen die Kapazitäten zwischen 1963 und 1974 deutlich an. Im Jahr 1991 erfolgte der Kauf des ehemaligen Volkseigenen Betriebes der DDR Anhalter Fleischwaren in Zerbst bei Magdeburg und somit ein weiterer Ausbau der Produktionskapazitäten. Schulte wurde im Jahr 2002 durch die Zur-Mühlen-Gruppe übernommen.
Im Juli 2011 wurde bekannt, dass die Zur-Mühlen-Gruppe zu 100 Prozent von Clemens Tönnies erworben wurde. Die Übernahme soll innerhalb von drei Jahren vollzogen werden. Im April 2014 kündigte die Tönnies-Gruppe an, dass im Rahmen von Produktionsverlagerungen mehr als die Hälfte der 300-köpfigen Belegschaft entlassen werden soll.